# Сампсониевский собор
Сампсо́ниевский собор (1740, архитектор Джузеппе Трезини (?)) — действующий православный собор в Санкт-Петербурге, находящийся по адресу Б. Сампсониевский проспект, д. 41 (муниципальный округ муниципальное образование Сампсониевское Выборгского района города), в перспективе Малого Сампсониевского проспекта.
Настоятель — архимандрит Серафим (Шкредь).

## История
В 1710 году на месте будущего собора в честь победы в Полтавской битве 27 июня 1709 года была построена и освящена деревянная Сампсониевская церковь, названная именем Сампсона Странноприимца, в день которого Россия одержала победу в битве. Перестройка церкви в собор велась в 1728—1740 годах, долгий её срок был обусловлен недостатком средств и замораживанием работ, которые были возобновлены только при императрице Анне Иоанновне.
В 1711 году по приказу Петра I на территории собора было устроено кладбище. К середине XVIII века кладбище занимало территорию 4,5 га. Выше, по берегу Большой Невки, было отведено место по «немецкие» захоронения. В этой части кладбища были захоронены Д. Трезини, А. Шлютер, Г.-И. Маттарнови, Ж.-Б. Леблон и Н. Гербель, скульптор Б. К. Растрелли, первый президент Академии наук Л. Л. Блюментрост, живописцы Л. Каравак, Г. Гроот и С. Торелли, фельдмаршал Б. К. Миних. Кладбище было закрыто в 1770 году по приказу Екатерины II. До сегодняшних дней могилы не сохранились, а на месте кладбища разбит сквер. Осколки надгробий собраны около стен собора, а во дворе в 2009 году был установлен памятный знак о некогда существовавшем кладбище.
В ограде собора были похоронены казнённые 27 июня (8 июля) 1740 А. П. Волынский, А. Ф. Хрущёв и архитектор П. М. Еропкин. В 1885 году на могиле был установлен памятник (архитектор М. А. Щурупов, барельеф работы А. М. Опекушина, текст эпитафии К. Ф. Рылеева).
В 1820 году в соборе был крещён дед Владимира Ленина по материнской линии Израиль Бланк, получивший имя Александр (в честь своего крёстного отца, графа Александра Апраксина) и отчество Дмитриевич (в честь сенатора Дмитрия Баранова).
В 1830-е годы внутреннее убранство собора было отремонтировано, в результате чего чугунные полы были заменены на каменные. 20 марта 1935 года собор взят под охрану государством как памятник. В июле 1938 года службы в соборе прекратились по решению административной комиссии Выборгского комитета. После этого в соборе размещался магазин готового платья, а в 1933 году с него были сняты все колокола, за исключением главного, который впоследствии был повреждён в результате попадания снаряда 10 февраля 1942 года.
В 1984 году благодаря инициативе Георгия Бутикова собор вошёл в состав Государственного музея-памятника «Исаакиевский собор», что способствовало началу ремонтных работ.
Первых после длительного перерыва посетителей собор принял в июле 1999 года, в 290-ю годовщину победы в Полтавской битве. В качестве музея открыт в следующем, 2000 году, после открытия следующие два года восстанавливалась декоративная роспись стен интерьера главного придела храма.
21 мая 2002 года, в день памяти святого апостола и евангелиста Иоанна Богослова, в честь которого освящён один из приделов собора, настоятель храма протоиерей Иоанн Малинин отслужил первую после длительного перерыва божественную литургию.
С 2010 года в Сампсониевском соборе проводятся ежедневные богослужения.
5 февраля 2017 года собор был передан Русской православной церкви в пользование на 49 лет.
В марте 2024 года Сампсониевский собор начал поиск реставраторов для восстановления 12 икон — «Святой Михаил Малеин и Иоанн Воин», «Деисус», «Богоматерь на престоле», «Апостол Петр», «Пророк Соломон», «Преображение Господне», «Апостол Павел», «Архидиакон Стефан», «Святой Сампсоний Странноприимец», «Святой Александр Невский», «Месяцеслов. Октябрь» и «Архидиакон Лаврентий».

## Архитектура и убранство
На сегодняшний день собор состоит из трёх зданий — основного храма, колокольни и часовни. Собор и колокольня возведены в 1740 году. Имя архитектора собора доподлинно не известно. Историки архитектуры предполагают, что это могли быть: П. А. Трезини, Джузеппе Трезини или Михаил Земцов. Архитектор колокольни неизвестен. Весь соборный комплекс гармонично покрашен в светлый голубой цвет. Собор представляет собой одноэтажное сооружение на ленточном бутовом фундаменте из лещадной плиты, с известняковым цоколем и кирпичными стенами. Луковичные купола собора, тесно скомпонованные на одном барабане, находятся в центре крыши, что придаёт собору несколько причудливый и нетрадиционный вид.
Колокольня разделена на три яруса. Нижний ярус имеет две боковых пристройки, в связи с чем становится шире других двух верхних. В середине яруса имеется арочный проём и проезд, вымощенный лещадными плитами. Второй и третий ярусы украшены пилястрами тосканского ордера. В нише второго яруса вместо звонниц на каждой грани находятся декоративные «глухие окна». В нише третьего яруса располагается звонница с колоколом XVIII века. Каждая из граней третьего яруса заканчивается треугольным фронтоном. Колокольню завершает восьмигранный шатёр с ложными окнами, шатёр увенчан луковичной маковкой с крестом.
Часовня построена в 1800 слева от здания. В 1908-1909 годах проведена реставрация (архитектор А. П. Аплаксин), фасад украшает чугунная доска с текстом речи Петра I перед Полтавской битвой. Часовня спроектирована в совсем не характерном для того времени архитектурном стиле елизаветинского барокко по образцу Ф. Б. Растрелли, который заметно отличается от собора и колокольни. Пары колонн на углах, скруглённый фронтон с расположенной под ним художественной композицией «Всевидящее Око Господне», овальная люкарна и луковичный купол на фонаре придают зданию облик XVIII века.